# 파블로 에스코바르
파블로 에밀리오 에스코바르 가비리아(스페인어: Pablo Emilio Escobar Gaviria, 1949년 12월 1일~1993년 12월 2일)는 콜롬비아의 범죄인으로 범죄 조직인 메데인 카르텔의 지도자로 활동했다.
콜롬비아 최대 마약 밀매 조직인 메데인 카르텔을 창설하고 "마약 왕"으로 전 세계에 악명을 떨쳤다. 세계 최대의 마약 소비국인 미국을 비롯한 전 세계에 코카인을 밀매하여 세계 최고의 백만장자중 한 명이었다. 에스코바르의 명령에 의해 400명 이상이 살해된 것으로 알려져 있기 때문에 콜롬비아와 미국에서는 "역사상 가장 강력하며 비정한 마약 왕의 한 사람"으로 알려져있다. 에스코바르의 자택에는 비행장, 사설 군대, 동물원까지 소유하고 있었다. 또한, 전세계 마약의 70%를 유통시킨 인물이다.